# Stanošina
Stanošina – wieś w Słowenii, w gminie Podlehnik. W 2018 roku liczyła 170 mieszkańców.